# 苫前ウィンビラ発電所

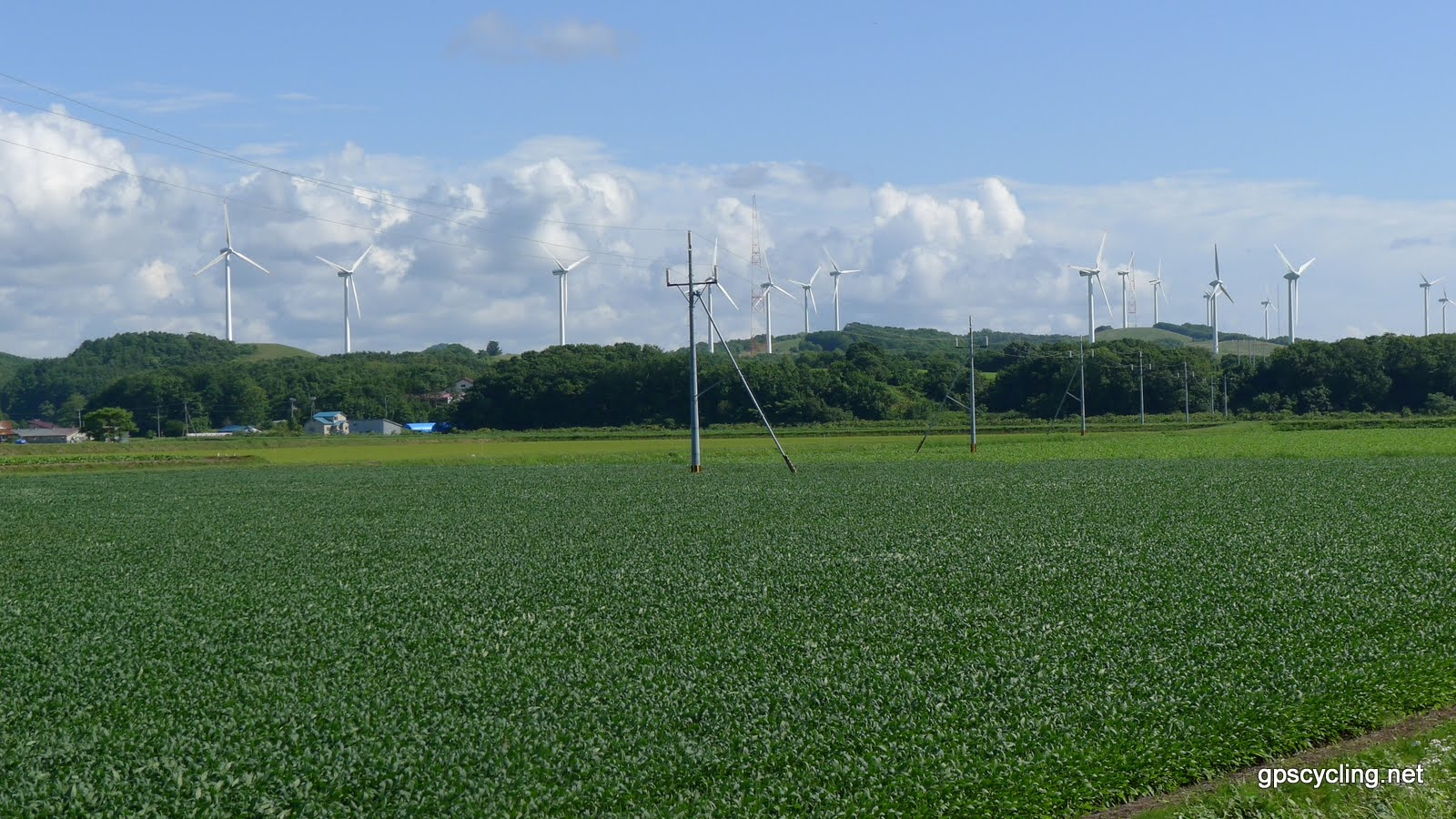
上平グリーンヒルファーム

苫前ウィンビラ発電所（とままえウィンビラはつでんしょ）は、北海道苫前郡苫前町にある集合型風力発電所。2000年（平成12年）12月運転開始。

## 概要
電源開発（J-POWER）において最初に手掛けた大規模風力発電事業であり、風を有効活用して地域の活性化を図る取組みを行っている苫前町の町営牧場（苫前町上平共同利用模範牧場）にある。当時の日本国内最大規模となる総出力30,600 kWの風力発電所であり、商用機として当時の世界最大級となる1,650 kWの風力発電機を設置した。一般家庭約17,000世帯分の電力を発電している。第5回「新エネ大賞」資源エネルギー庁長官賞を受賞している。隣接する苫前グリーンヒルウインドパークと合わせて、町営牧場にある風力発電施設の総称を「上平グリーンヒルウインドパーク」としており、「上平グリーンヒルウィンドファーム周辺地区」として平成13年度「美しいまちなみ賞」優秀賞を受賞している。周辺区域では「新苫前ウィンビラ発電所（仮称）」が計画され、2023年10月20日から改めて営業運転が開始された。

## 設備
風車は、ベスタスによる1,650 kW風車14基とエネルコンによる1,500 kW風車5基が設置されていた。
「新苫前ウィンビラ発電所」への建て替えでは、上記の風車全19基が撤去され、 シーメンス による4,300 kW風車8基が新たに設置された。この風車のハブ高さは85mであり、増速機の無い機種となっている。